# حي ناصر (عدن)
حي ناصر هو أحد أحياء مديرية المعلا في محافظة عدن اليمنية. يبلغ تعداد سكانه 5694 نسمة حسب التعداد السكاني في اليمن لعام 2004.